# Fregaty rakietowe typu 31
Fregaty rakietowe typu 31 (znane też jako fregaty typu Inspiration oraz pod nazwą handlową Arrowhead 140) – planowane brytyjskie fregaty rakietowe ogólnego przeznaczenia budowane przez stocznię Babcock International. Ich konstrukcja bazuje na projekcie kadłuba fregat rakietowych typu Iver Huitfeldt.
Mają wejść na uzbrojenie Royal Navy w 2027 roku wraz z fregatami rakietowymi typu 26 do zwalczania okrętów podwodnych i docelowo zastąpić fregaty rakietowe typu 23. Projekt fregat typu 31 jest częścią narodowej strategii przemysłu okrętowego Wielkiej Brytanii.

## Historia
Strategiczny Przegląd Obrony i Bezpieczeństwa (SDSR) z 2010 roku zatwierdził program Global Combat Ship (GCS), który miał na celu zastąpienie trzynastu fregat typu 23 będących w służbie Royal Navy. Wcześniej w tym samym roku Ministerstwo Obrony przyznało BAE Systems czteroletni kontrakt o wartości 127 milionów funtów na wykonanie projektu jednostek nowego typu. Planowano budowę dwóch wariantów: pięciu fregat ogólnego przeznaczenia i ośmiu fregat do zwalczania okrętów podwodnych. Obydwa podtypy miały się od siebie tylko nieznacznie różnić, między innymi zastosowaniem Sonaru 2087. Pierwotnie oczekiwano, iż budowa nowych jednostek rozpocznie się w 2016 roku, a okręty będą stopniowo zastępować fregaty typu 23 do połowy lat 30. XXI wieku. Jednakże przeprowadzony w 2015 roku przegląd obronny zadecydował o zamówieniu tylko ośmiu fregat nowego typu 26 do zwalczania okrętów podwodnych, natomiast pozostałe pięć fregat ogólnego przeznaczenia miało powstać według odrębnego projektu tak, aby oddać co najmniej 13 fregat brytyjskiej marynarce wojennej.

### Fregata ogólnego przeznaczenia
Według nowych założeń programowych powstający typ fregat ogólnego przeznaczenia (ang. General Purpose Frigate, GPFF) miał być lżejszy, bardziej elastyczny i tańszy od analogicznych typów tej klasy okrętów. Brytyjski przegląd strategicznej obrony i bezpieczeństwa z 2015 roku sugerował, że niższy koszt tych fregat może doprowadzić do zakupienia więcej niż pięciu okrętów przez Royal Navy, co zwiększy w ten sposób ogólną liczbę fregat i niszczycieli do jej dyspozycji. Podczas wykładu na temat obronności i bezpieczeństwa z lipca 2016 roku Pierwszy Lord Morski, adm. Sir Philip Jones nadał powstającym GPFF nazwę typ 31. Stwierdził on również, że nowe fregaty mogą stale operować „na wschód od Suezu”; od regionu Zatoki Perskiej do rejonów Azji i Pacyfiku. W tym samym miesiącu firma BAE Systems ujawniła dwa własne projekty fregat ogólnego przeznaczenia: typ Avenger oparty na okrętach patrolowych typu River oraz typ Cutlass scharakteryzowany jako „znacznie rozciągnięta i ulepszona pochodna projektu korwet typu Asz-Szamich”. The Sunday Times stwierdził również, iż Babcock International i BMT również przedłożyły po jednym projekcie nowych fregat.

### Narodowa Strategia Przemysłu Okrętowego
W październiku 2017 roku dziennik „Financial Times” w swoim artykule stwierdził, że „..urzędnicy w Ministerstwie Obrony, Skarbu i Królewskiej Marynarce Wojennej od dawna nie zgadzają się z ustanowionym dekadę temu obowiązkiem utrzymania zdolności do budowania okrętów w stoczniach BAE nad rzeką Clyde, niezależnie od potrzeb marynarki”. Cytowano w nim Francisa Tusa, analityka obrony, który twierdził, że konkurs wydaje się mieć na celu przełamanie dominacji BAE w dziedzinie budowy okrętów: „Gdyby złożyli ofertę jako BAE Systems, nie wygraliby. To absolutnie oczywiste. Faktem jest, że konkurs na typ 31 jest stronniczy, prawdopodobnie w celu wykluczenia jakiejkolwiek oferty, która obejmuje BAE”. Zaprzeczyło temu Ministerstwo Obrony twierdząc, że konkurs ma na celu poprawę szybkości dostaw i obniżenie kosztów produkcji.
W celu utrzymania krajowych zdolności stoczniowych, Narodowa Strategia Przemysłu Okrętowego z 2017 roku zawierała propozycję zamówienia pierwszej partii pięciu fregat typu 31e, zakładając ich wejście do służby już w 2023 roku, przy czym ich koszt miał być ograniczony do maksymalnie 250 mln GBP za pojedynczy okręt, a następnie zamówienie drugiej partii typu 31 dla Royal Navy. Typ 31 ma być zaprojektowany do budowy w formie modułowej, podobnie jak lotniskowce typu Queen Elizabeth – poszczególne elementy miałyby powstawać w kilku stoczniach handlowych tak, by finalnie zostały złożone w jednej centralnej stoczni.

### Przetargi projektowe
W 2017 roku kilka firm zgłosiło swoje projekty na planowany typ fregat typu 31. BAE przedstawiło dwa projekty: Avenger, zasadniczo ulepszony okręt patrolowy typu River trzeciej serii oraz Cutlass, znacznie wydłużony i ulepszony projekt korwety typu Asz-Szamich. BMT przedstawiło projekt o nazwie Venator 110, Steller Systems zaprezentowało projekt Spartan, a Babcock zaproponował projekt o nazwie Arrowhead 120.
W październiku 2017 roku BAE Systems ogłosiło, że wycofa się z konkursu na nowy typ 31e jako główny wykonawca. Firma powołała się na ograniczenia zdolności produkcyjnych swoich stoczni na Clyde, zajętych w tym czasie pracami nad nowymi okrętami patrolowymi typu River i fregatami typu 26. Zamiast tego ogłosili oni partnerstwo ze stocznią Cammell Laird, w ramach którego BAE zapewniało swoją wiedzę w zakresie projektowania i integracji systemów, a Cammell Laird miało być głównym wykonawcą, odpowiedzialnym za montaż statków w swojej stoczni w Birkenhead. Planowany projekt został nazwany Leander, nawiązując do istniejących poprzednio typów lekkich krążowników i fregat w służbie Royal Navy.
W dniu 20 lipca 2018 konkurs na fregaty typu 31 został zawieszony z powodu niesatysfakcjonującego wypełnienia wymogów projektowych przez oferentów, jednak dziennik „The Times” sugerował, że wstrzymanie postępowania było spowodowane kryzysem finansowym. Konkurs został wznowiony w sierpniu 2018 roku.

### Wybór wykonawcy
10 grudnia 2018 roku wybrano trzy projekty do konkurencyjnej fazy projektowania:
- konsorcjum BAE Systems i Cammell Laird z projektem Leander,
- konsorcjum Babcock, BMT i Thales z projektem Arrowhead 140,
- konsorcjum Atlas Elektronik UK z ThyssenKrupp Marine Systems z projektem bazującym na istniejącej fregacie MEKO A-200.

Propozycje BAE Systems i Babcock International były już prezentowane przed czasowym zawieszeniem konkursu. Trzecią propozycję zgłosiło konsorcjum pod przewodnictwem brytyjskiego oddziału Atlas Elektronik. Zarówno propozycja Babcock, jak i Atlasa, zakładała wykorzystanie stoczni Ferguson Marine i Harland and Wolff, jednak do sierpnia 2019 roku obydwie stocznie ogłosiły, iż mają trudności finansowe.

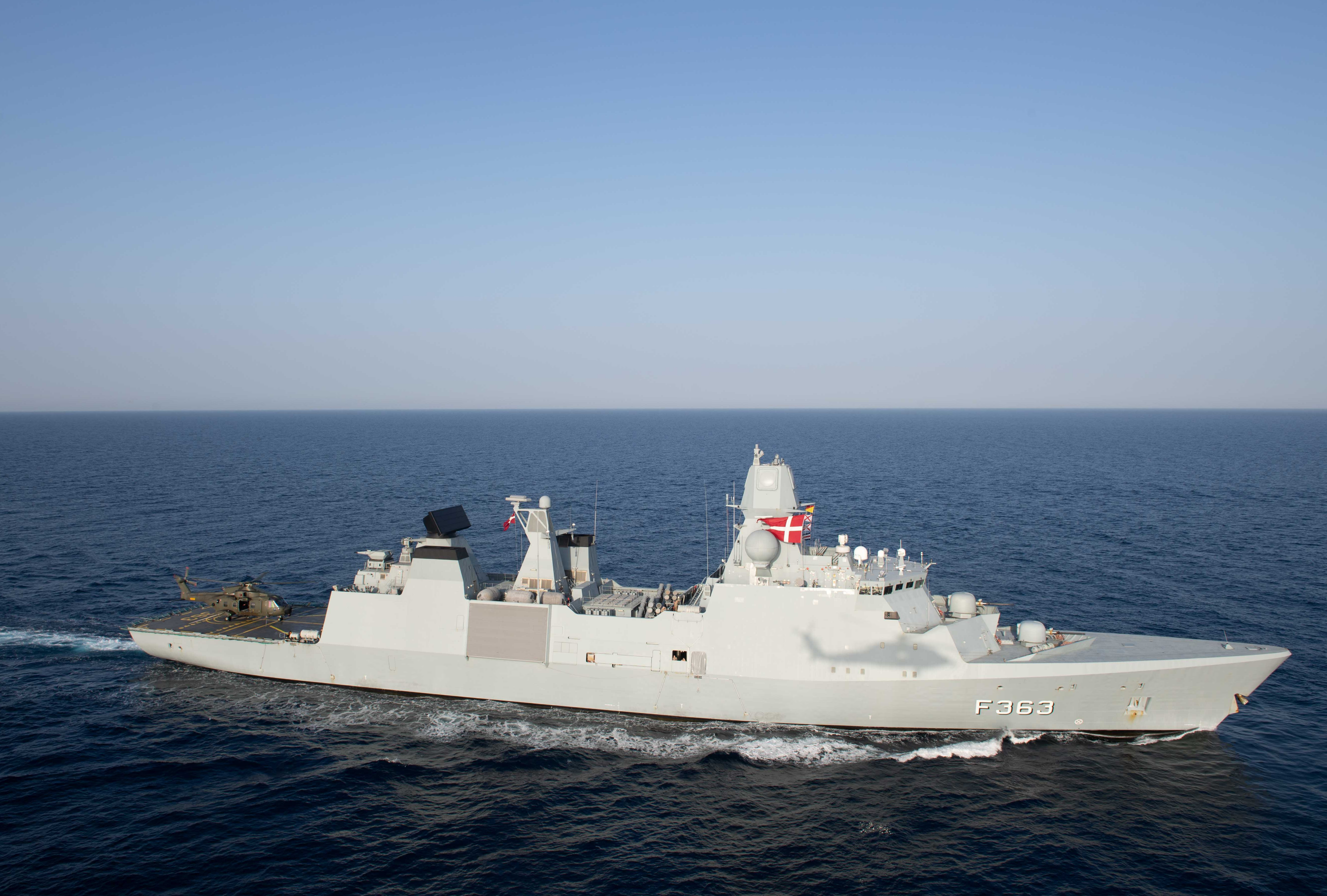
Pierwowzór fregat typu 31 – duński „Niels Juel” typu Iver Huitfeldt

12 września 2019 roku ogłoszono, iż projekt Arrowhead 140 został wybrany dla przyszłych fregat typu 31. Kontrakt został formalnie przyznany firmie Babcock 15 listopada 2019 roku, przy średnim koszcie produkcji 250 milionów funtów na okręt. Całkowity koszt programu ustalono na 2 miliardy funtów, przy czym 1,25 miliarda funtów przypadnie zakładom Babcock. Projekt Arrowhead 140 został oparty zmodyfikowanym projekcie duńskich fregat rakietowych typu Iver Huitfeldt. W tym celu konsorcjum pod kierunkiem Babcock zawarło porozumienie z duńskim OMT, zyskując prawa do projektu.
W dniu 20 stycznia 2020 roku Komitet ds. Rachunków Publicznych został poinformowany przez Stałego Sekretarza Obrony, że pierwszy okręt zostanie zwodowany do 2023 roku, ale jego wejście do służby odbędzie się w 2027 roku. Kontrastuje to z wcześniejszymi zapowiedziami, że nowe okręty rozpoczną służbę w 2023 roku.

## Charakterystyka
W trakcie posiedzenia komisji do spraw obrony Pierwszy Lord Morski adm. Sir Philip Jones opisał nowo projektowany okręt jako „niebędący aż tak wysokiej klasy. To nadal zaawansowana jednostka zdolna w dalszym ciągu chronić, bronić i wywierać wpływ na całym świecie, lecz jest on celowo tworzony z wyciągnięciem lekcji z szerokiego przemysłu i wykorzystaniu gotowej technologii w celu... uczynienia go bardziej odpowiednim do wykonywania operacji Royal Navy na nieco niższym poziomie”. Specjalizujące się w białym wywiadzie IHS Janes opisało okręt jako „godną zaufania fregatę” będącą w stanie zapewnić „bezpieczeństwo na morzu, antypirackie i antyterrorystyczne morskie operacje oraz wykonywać zadania eskortowe przy wsparciu ogniowym lokującym się pomiędzy wysokimi możliwościami fregat typu 26 i niszczycieli typu 45 a pełniącymi zadania patrolowe planowanymi okrętami patrolowymi typu River drugiej serii”. Ocenia się, że brytyjska wersja fregat jest stosunkowo uboga pod względem wyposażenia, z racji ich „oszczędnościowego” charakteru i przeznaczenia głównie do misji patrolowych z nadrzędną funkcją zwalczania okrętów podwodnych, niemniej, modułowa konstrukcja umożliwia w razie potrzeby wymianę konfiguracji sensorów i uzbrojenia, w zależności od potrzeb.
Wypuszczona przez Royal Navy we wrześniu 2017 roku wizualizacja okrętu akcentowała jego modułowość i elastyczną konstrukcję tworzoną pod kątem możliwości eksportowych. Podstawowymi wymaganiami stawianymi dla typu 31e było posiadanie armaty średniego kalibru, systemów obrony punktowej, hangaru wraz z pokładem lotniczym dla śmigłowca Wildcat lub innego typu o masie 10 ton oraz załogi liczącej około stu marynarzy z miejscem dla kolejnych czterdziestu. W tym samym miesiącu rząd brytyjski wydał wniosek o udzielenie informacji (RFI) uszczegółowiający wymagane wyposażenie jednostek eksportowych o między innymi kaliber działa na powyżej 57 mm (2,2 in), punktowy system obrony przeciwlotniczej oraz opcjonalną możliwość operowania z okrętu bezzałogowych statków powietrznych. Serwis Forces News raportował, że nowe fregaty będą wyposażone w rakiety Sea Ceptor, zaawansowany radar dozorujący i wskazujący cele na lądzie i w powietrzu taki jak Thales NS100 oraz będą w stanie z nich operować śmigłowce AgustaWestland Wildcat HMA2 oraz AgustaWestland Merlin HM2. 1 października 2020 roku BAE Systems ogłosiło, że zgodnie z umową zapewni dla pierwszych pięciu okrętów nowego typu armaty Bofors 57 Mk3 oraz Bofors 40 Mk4.
2 listopada 2021 roku Pierwszy Lord Morski Tony Radakin ogłosił, że okręty będą mogły być opcjonalnie wyposażone w pionowe wyrzutnie Mark 41 Vertical Launching System.

## Lista okrętów
Pięć brytyjskich okrętów będzie znanych jako typ Inspiration. Ich imiona zostały ogłoszone 19 maja 2021 roku przez Pierwszego Lorda Morskiego; nazwy zostały wybrane tak, by reprezentowały kluczowe tematy dla planów rozwoju Royal Navy oraz Royal Marines:
- Active – nazwany po fregacie typu 21 służącej w trakcie wojny o Falklandy oraz wspierającej brytyjskie terytoria zamorskie; ma symbolizować rozmieszczanie okrętów poza granicami królestwa;
- Bulldog – nazwany po niszczycielu typu B z czasów II wojny światowej, który eskortował konwoje płynące przez Atlantyk i przechwycił maszynę szyfrującą Enigmę z niemieckiego okrętu podwodnego; ma reprezentować operacje na północnej części tego akwenu;
- Formidable – nazwany po lotniskowcu z czasów II wojny światowej operującym na Morzu Śródziemnym, Atlantyku i Pacyfiku; ma reprezentować operacje z udziałem lotniskowców;
- Venturer – nazwany po okręcie podwodnym typu V z czasów II wojny światowej, który zatopił wrogi okręt podwodny będący w zanurzeniu; ma symbolizować technologię i innowacje;
- Campbeltown – nazwany po niszczycielu typu Town, który brał udział w rajdzie na Saint-Nazaire; ma symbolizować program modernizacji brytyjskich Marines o nazwie Future Commando Force[46].

Planowo wszystkie jednostki mają wejść do służby do 2030 roku.
Pierwsze cięcie blach dla polskiej jednostki zostało zaplanowane na 16 sierpnia 2023 roku. Według dziennikarzy portalu Defence 24 fregaty dla polskiej marynarki wojennej mają otrzymać następujące nazwy:
- Wicher – od pierwszego nowoczesnego okrętu II RP, bliźniaczej jednostki Burzy; został zatopiony w trakcie kampanii wrześniowej;
- Burza – na pamiątkę niszczyciela z okresu międzywojennego; przetrwał on II wojnę światową i do 1960 roku służył jako okręt-muzeum;
- Huragan – ku upamiętnieniu planowanego niszczyciela typu Grom, jednostki bliźniaczej do budowanych w Wielkiej Brytanii ORP Grom i ORP Błyskawica; okręt miał być budowany w Polsce, lecz wybuch wojny pokrzyżował te plany.

| Nazwa                       | Numer burtowy | Stocznia                                                   | Zamówienie        | Położenie stępki  | Wodowanie     | Przyjęcie do służby | Status                                               |
| --------------------------- | ------------- | ---------------------------------------------------------- | ----------------- | ----------------- | ------------- | ------------------- | ---------------------------------------------------- |
| Royal Navy                  |               |                                                            |                   |                   |               |                     |                                                      |
| HMS Venturer                | F12           | Babcock International, Rosyth                              | 15 listopada 2019 | 26 kwietnia 2022  | wiosna 2025   | 2026/2027           | w budowie; pierwsze cięcie blach 23 września 2021    |
| HMS Active                  | F08           | Babcock International, Rosyth                              | 15 listopada 2019 | 16 września 2023  |               |                     | w budowie; pierwsze cięcie blach 24 stycznia 2023    |
| HMS Formidable              | F11           | Babcock International, Rosyth                              | 15 listopada 2019 |                   |               |                     | w budowie; pierwsze cięcie blach 9 października 2024 |
| HMS Bulldog                 | F09           | Babcock International, Rosyth                              | 15 listopada 2019 |                   |               |                     | planowany                                            |
| HMS Campbeltown             | F10           | Babcock International, Rosyth                              | 15 listopada 2019 |                   |               |                     | planowany                                            |
| Marynarka Wojenna Indonezji |               |                                                            |                   |                   |               |                     |                                                      |
| nienazwany                  |               | Babcock International, Rosyth PAL Indonesia, Surabaja      | 16 września 2021  | 25 sierpnia 2023  | czerwiec 2025 | 2028/2029           | w budowie; pierwsze cięcie blach 9 grudnia 2022      |
| nienazwany                  |               | Babcock International, Rosyth PAL Indonesia, Surabaja      | 16 września 2021  | 15 listopada 2024 |               | 2028/2029           | w budowie; pierwsze cięcie blach 5 czerwca 2024      |
| Marynarka Wojenna           |               |                                                            |                   |                   |               |                     |                                                      |
| ORP Wicher                  |               | Babcock International, Rosyth PGZ Stocznia Wojenna, Gdynia | 4 marca 2022      | 31 stycznia 2024  |               |                     | w budowie; pierwsze cięcie blach 16 sierpnia 2023    |
| ORP Burza                   |               | Babcock International, Rosyth PGZ Stocznia Wojenna, Gdynia | 4 marca 2022      |                   |               |                     | w budowie; pierwsze cięcie blach 5 maja 2025         |
| ORP Huragan                 |               | Babcock International, Rosyth PGZ Stocznia Wojenna, Gdynia | 4 marca 2022      |                   |               |                     | planowany                                            |

## Eksport

### Indonezja
30 czerwca 2021 roku dziennik „The Telegraph” informował, iż Babcock prowadzi negocjacje w sprawie potencjalnej sprzedaży nowych fregat z Grecją, Polską, Indonezją oraz dwoma innymi państwami. Negocjacje te zakończyły się podpisaniem 16 września z PT PAL Indonesia umowy licencyjnej, wedle której indonezyjska stocznia może zaprojektować okręty bazujące na typie 31 dla Indonezyjskiej Marynarki Wojennej. Zezwala ona również na budowę okrętów w stoczni w Surabaya oraz możliwość wdrożenia modyfikacji związanych z lokalnymi wymogami operacyjnymi.

### Polska
W lipcu 2021 roku podpisano umowę ramową w celu pozyskania trzech fregat o kryptonimie „Miecznik” dla Marynarki Wojennej. 4 marca 2022 roku Babcock ogłosił zwycięstwo w prowadzonym przez polską Agencję Uzbrojenia w programie pozyskania brytyjska propozycja AH140PL pokonała konkurencyjny projekt niemiecki A-300PL oraz hiszpański F100PL. Harmonogram prac przewiduje, że od marca 2022 do stycznia 2023 roku będzie trwała druga faza programu, w ramach którego na bazie wybranego projektu okrętu nastąpi przygotowanie i zatwierdzenie projektu wstępnego wraz z analizą techniczno-ekonomiczną. 16 sierpnia 2023 roku rozpoczęto budowę prototypowej jednostki. Ma ona wejść do służby w 2028 roku. Budowa dwóch kolejnych jednostek ma zacząć się po zakończeniu badań eksploatacyjno-wojskowych prototypu, a zgodnie z harmonogramem mają one wejść do służby odpowiednio w 2033 i 2034 roku.
21 marca 2022 roku rzecznik Agencji Uzbrojenia ppłk Krzysztof Płatek ujawnił częściowo konfigurację przyszłych fregat „Miecznik”. Na uzbrojenie artyleryjskie okrętów składać się będzie armata morska OTO Melara kal. 76 mm oraz system OSU-35K kal. 35 mm polskiej produkcji, wykorzystywany na niszczycielach min projektu 258. Uzbrojeniem przeciwokrętowym będą pociski Naval Strike Missile, zaś do obrony przeciwlotniczej służyć będą pociski krótkiego zasięgu z rodziny CAMM. Na okrętach zabudowane zostaną także wyrzutnie rakiet pionowego startu Mk 41 VLS oraz wyrzutnie torped MU90 Impact. Na zintegrowany system walki wybrano Tacticos.